# 밀양 신호리 양호당
밀양 신호리 양호당(密陽 新湖里 養浩堂)은 대한민국 경상남도 밀양시 초동면에 있는 건축물이다. 2013년 1월 3일 경상남도 문화재자료 제560호로 지정되었다.

## 지정 사유
양호당은 규모가 상당히 크며 보존 상태도 비교적 양호한 편으로서 배치방식이 특이하며, 부농주택의 실용성과 상류주택의 유교문화와 근대기에 유입된 외래건축의 요소가 다양하게 절충된 형식의 근대한옥으로서 역사적 학술적 가치가 있다.

## 참고 자료
- 밀양 신호리 양호당 - 국가유산청 국가유산포털